# Matthias Ginsberg
Matthias Ginsberg (* 13. Juli 1949 in Hamburg) ist ein deutscher Politiker (FDP) und Medienmanager.

## Leben
Nach dem Abitur 1971 an einer Höheren Handelsschule studierte Ginsberg bis 1973 Volkswirtschaft an den Universitäten in Münster und Köln. Er war von 1972 bis 1973 Assistent des Bundestagsabgeordneten Rudolf Augstein, von 1973 bis 1976 Assistent der Geschäftsführung des Spiegel-Verlags, von 1977 bis 1983 Geschäftsführer des Filmverlags der Autoren und von 1984 bis 1986 kaufmännischer Geschäftsführer des Spiegel-Verlags.
Ginsberg war ab 1987 als Unternehmer und Unternehmensberater mit den Schwerpunkten auf Medienwirtschaft, Medienpolitik und Medienmarketing tätig. Er war von 1987 bis 1988 Inhaber eines Filmvertriebs in München, von 1990 bis 1992 Gesellschafter der Hamburger Rundschau und von 1998 bis 2000 als Prokurist Leiter der Abteilung Public Relations, Werbung und Design der Expo 2000 Hannover GmbH, Gesellschaft zur Vorbereitung und Durchführung der Weltausstellung. Seitdem betätigt er sich als selbständiger Kommunikationsberater und Lobbyist, unter anderem für die Global Nation Consulting in Berlin.

## Politik
Ginsberg trat 1968 in die FDP ein und war Mitglied des Bezirksvorstandes der FDP Ostwestfalen-Lippe. Von 1975 bis 1980 war er Vorsitzender der FDP-Fraktion im Kreistag Herford.
Ginsberg rückte am 9. Dezember 1982 über die FDP-Landesliste Nordrhein-Westfalen in den Deutschen Bundestag nach. Er ersetzte das Mandat von Ingrid Matthäus-Maier, welche den Bundestag im Rahmen der sogenannten Wende verließ. Nach der Auflösung des Bundestages schied er mit Ablauf der neunten Legislaturperiode im März 1983 aus dem Bundestag aus.